# Laitmotiv
Un laitmotiv, scris și leitmotiv, este o frază, o formulă repetată și subliniată în mai multe rânduri într-o operă muzicală sau literară, o idee călăuzitoare etc.

## Etimologie
Cuvântul este un împrumut din limba germană, fiind format din cuvintele „leiten” („a conduce”, „a dirija”) și „motiv” („motiv”). Se pare că a apărut pentru prima dată în 1860 în operele muzicale ale lui Richard Wagner și Franz Liszt. Cu toate acestea, lucrarea lui F. W. Jähns privind viața și opera lui Weber (Berlin, 1871) este considerată, în general, a fi actul de naștere al termenului, care a devenit obișnuit în analiza muzicii lui Wagner realizată de Hans von Wolzogen. Wagner, care a adus de fapt acest principiu la apogeu, a preferat să folosească termenii „Grundthema”, „Grundmotiv” sau „Hauptmotiv” (temă, motiv fundamental, principal).

## Istoric și concept
Principiul a fost aplicat pentru prima dată în muzică pentru a desemna un motiv muzical călăuzitor, o temă cheie repetată de-a lungul unei opere pentru a impune o idee sau un personaj și mai ales în operă, deoarece această formă muzicală este propice utilizării unor tehnici cu reminiscențe muzicale sau unor asocieri semnificative ale unui motiv cu un personaj, un sentiment sau o situație.
Astfel, în Cosi fan tutte de Mozart, uvertura conține un motiv care justifică chiar titlul operei, dar al cărui sens nu poate fi înțeles decât atunci când Don Alfonso va cânta cuvintele: „Cosi fan tutte !” („Așa fac toate!”). Cu toate acestea, ar fi fără îndoială nerezonabil să vedem acolo un leitmotiv în adevăratul sens al termenului.
Pe tot parcursul secolului al XVIII-lea exemple de laitmotive (care nu au fost desemnate ca atare) sunt detectabile în operele muzicale ale lui André Grétry și Etienne-Nicolas Méhul.
Hector Berlioz în Simfonia fantastică din 1830 a realizat o versiune originală a conceptului, numindu-l „idee fixă”.
Giacomo Meyerbeer, a cărui influență asupra lui Wagner în acest domeniu și în altele este încă în discuție, a folosit în operele sale, de asemenea, formule care ar putea fi considerate laitmotive.
Procesul a fost introdus în cinema de John Williams, în special în seria Războiul stelelor (de exemplu tema Forței sau cea a lui Darth Vader și a Imperiului, care sunt reluate de mai multe ori în elementele componente ale seriei pentru a însoți persoana sau simbolul căruia îi sunt atribuite), fiind folosit de multă vreme în muzica de film. Michael Giacchino a folosit, de asemenea, acest procedeu atunci când a compus coloana sonoră a serialului de televiziune LOST: Naufragiații.

### Cântec-temă
Termenul laitmotiv este folosit, de asemenea, pentru a desemna motivul muzical principal al unui film, al unei emisiuni de televiziune, al unui musical etc., care se aude periodic pe parcursul derulării operei artistice. Laitmotivul este sinonim atunci cu cântecul-temă.